# DYS
DYS — американський стрейт-едж хардкор-панк гурт із Бостона, штат Массачусетс, заснований на початку 1980-х років.
DYS разом із гуртами SS Decontrol (SSD) і Negative FX, був частиною стрейт-едж руху Boston Crew, фанати руху подорожували країною з DYS та іншими бостонськими хардкор-гуртами.
Пізніше гурт змінив жанр, ставши одним із перших хардкор-панк гуртів, які звернулися до хеві-метал.

## Історія

### Формування
Гурт DYS був заснований на початку 1980-х років співаком Дейвом Смоллі (Dave Smalley) та басистом Джонатаном Анастасом (Jonathan Anastas).  У той час Дейв Смоллі був першокурсником Бостонського коледжу, тоді як Джонатан Анастас, у віці 15 років, раніше заснував гурт Decadence, який проіснував недовго. У 1982 році пісня бостонського гурту Decadence, «Slam», була представлена на збірнику This Is Boston, Not LA (до складу збірника увійшли пісні хардкор-панк гуртів Decadence, Jerry's Kids, the Proletariat, the Groinoids, the F.U.'s, Gang Green, the Freeze). Згодом пісня була адаптована для тривалої рекламної кампанії MTV під назвою «Санта, людина, міф, Slam-танцюрист».
Назва гурту DYS — утворена з перших літер назви урядової організації штату Массачусетс Department of Youth Services, (агентство керує державними службами ювенальної юстиції та установами для дітей, які перебувають у місцях позбавлення волі), а також під впливом гімну підлітків, пісні Еліса Купера (Alice Cooper) «Department of Youth».
До Смоллі та Анастаса приєдналися гітарист Енді Страчан (Andy Strachan) і барабанщик Дейв Коллінз (Dave Collins). Гурт випустив свій дебютний альбом Brotherhood, спродюсований легендарним Лу Джордано (Lou Giordano). Гурт запросив головного гітариста Росса Луонго (Ross Luongo) та випустив свій другий однойменний альбом, DYS. У цьому альбомі гурт почав рух у напрямку хеві-метал, альбом містив першу павер-баладу, яку коли-небудь намагався створити хардкор гурт. Під час хеві-метал періоду, живим звуком займався відомий продюсер хард-року Ендрю Мердок (Andrew Murdock), який працює під псевдонімом «Mudrock», з гуртом також виступав колишній барабанщик SS Decontrol, Кріс Фолі (Chris Foley), який виступав в тому числі і на останньому концерті гурту.

### Після розпаду
Після розпаду гурту DYS, Анастас став одним із засновників гурту Slapshot.
Дейв Смоллі продовжував співати в гуртах Dag Nasty, ALL, Down By Law, перш ніж заснувати гурт Don't Sleep.
Страчан став співзасновником рок-гурту Slaughter Shack, перш ніж залишити музику та прийняти релігію Сикхізм.
Росс Луонго продовжив грати на гітарі для реформованого гурту Jerry's Kids.
Обидва альбоми 1980-х років ("Brotherhood" та "DYS") були перевидані разом, під назвою «Fire and Ice», на CD та в цифрових форматах, на лейблі Taang! Records.
Альбом "Brotherhood" також був перевиданий на компакт-диску, вінілі та в цифрових форматах на лейблі Taang! Records, альбом містив бонус — демо-запис пісні Wolfpack, де гурт Hüsker Dü виконує бек-вокал.

### Відновлення гурту
29 серпня 2010 року, в мистецькому центрі Gallery East, перед аудиторією з більш ніж 1000 глядачів, відбувся концерт "відновлених" гуртів-піонерів бостонського хардкор-панку. Хедлайнером був гурт DYS, в концерті брали участь такі "відновлені" бостонські гурти: Jerry's Kids, Gang Green, The FU's, Slapshot, а також гурт Antidote з Нью-Йорка. До складу відновленого гурту DYS входили додатковий гітарист Боббі Франкенхайм (Bobby Frankenheim), екс-учасник гурту Deathwish і барабанщик Джек Кларк (Jack Clark), учасник гуртів Jerry's Kids, Unnatural Axe. Концерт був записаний наживо для документального фільму xxx ALL AGES xxx, про хардкор-панк сцену в Бостоні 1980-х років. Концертний альбом виступу був випущений 9 серпня 2011 року, лейблом Bridge 9 Records, під назвою «More than Fashion: LIVE from the Gallery East Reunion», на вінілі та в цифрових форматах.
Після цього концерту, зіткнувшись із зацікавленістю промоутерів продовжити концерти "відновлених" легендарних гуртів, Смоллі та Анастас зібрали новий склад гурту, який базувався на "зірках" західного узбережжя, до якого увійшли:
- Франц Шталь (Franz Stahl), екс-гітарист Foo Fighters, зараз виступає в гурті Scream;
- Ел. Паганіш-молодший (Al Pahanish Jr.), екс-барабанщик Powerman 5000;
- Адам Порріс (Adam Porris), екс-гітарист Far From Finished.

У 2010 році вони зіграли на фестивалі «Hometown Throwdown», який проходив в концерт холі House of Blues, у Бостоні. Окрім гурту DYS, у фестивалі брали участь гурти: Mighty Mighty Bosstones, F.U.s, We Are The Union, Flatliners, Less Than Jake. У 2012 році, у цьому ж місці, гурт DYS виступив на підтримку щорічного турне гурту Dropkick Murphys до Дня Святого Патріка.
У 2011 та 2012 роках, у Лос-Анджелесі, гурт завершив сесії запису із їхнім старим звукорежисером, Ендрю Мердоком (псевдонім "Mudrock"). Записи з цих сесій були випущені як цифрові сингли з осені 2011 до осені 2012, на лейблі Bridge 9 Records:
- 8 листопада 2011 року — сингл «Wild Card»;
- 13 грудня 2011 року — сингл «Sound of our Town» за участю Дікі Барретта (Dicky Barrett), з гурту Mighty Mighty Bosstones, як запрошеного вокаліста;
- 24 січня 2012 року — сингл «Unloaded»;
- у лютому 2012 року — кавер на пісню «(We Are The) Road Crew», гурту Motörhead;
- у липні 2012 року — ремейк «Brotherhood» (Brotherhood 2012);
- у жовтні 2012 року — сингл «True Believers».

Цей склад DYS відіграв понад 50 концертів у США та Європі між 2010 і 2017 роками.
Деякі фестивалі, на яких виступав гурт:
- Rumble Fest 2011 у Чикаго,
- Sound and Fury Fest 2011 у Санта-Барбарі,
- Black n' Blue Bowl 2012,
- Фестиваль SXSW 2012,
- Groezrock Festival 2012,
- My Fest 2012 у Берліні,
- Tsunami East Fest 2012, Southeast Beast Fest 2014,
- EIPER Fest 2014,
- Resurrection 2017 в Іспанії.

DYS оголосив про участь у серії європейських фестивалів і клубних виступів влітку 2020 року, які було скасовано через COVID-19.

## Дискографія
- 1983 — DYS "Brotherhood" on XClaim! Records
- 1985 — DYS "DYS" on Modern Method Records
- 1993 — Various Artists "Faster and Louder, Volume Two" (Contributed the track "Wolfpack" which was the band's unreleased first demo tape and a live favorite)
- 1993 — DYS "Fire and Ice" (first two albums combined on CD) on Taang! Records
- 2005 — DYS "Wolfpack" — "Brotherhood" re-released with the addition of the band's original Wolfpack radio demo featuring Hüsker Dü on back-up vocals, on Taang! Records
- 2011 — DYS "More than Fashion: LIVE from the Gallery East Reunion" — live tracks from the "Gallery East Reunion" festival and "xxx All Ages xxx" movie, on Bridge 9 Records
- 2011 — DYS "Wild Card" — Single on Bridge 9 Records
- 2011 — DYS "Sound of our Town" — Single on Bridge 9 Records, featuring Dicky Barrett of the Mighty Mighty Bosstones
- 2012 — DYS "Unloaded" — Single on Bridge 9 Records
- 2012 — DYS "(We are) The Road Crew" — Single on Bridge 9 Records, Motorhead cover
- 2012 — DYS "Brotherhood 2012" — Single on Bridge 9 Records
- 2012 — DYS "True Believer" — Single on Bridge 9 Records
- 2012 — DYS "Brotherhood" Vinyl-only re-release on Taang! Records (1,000 copies, limited edition, 500 red/500 180 gram)
- 2023 — DYS "Brotherhood" Vinyl-only "40th Anniversary" version released on Bridge 9 Records (1,000 copies screen printed, one-sided)